# جورجو کیه‌لینی
جورجو کیه‌لینی (ایتالیایی: Giorgio Chiellini؛ زادهٔ ۱۴ اوت ۱۹۸۴) بازیکن پیشین فوتبال اهل ایتالیا است. وی کاپیتان سابق باشگاه یوونتوس و تیم ملی ایتالیا و از بهترین مدافعان تاریخ بود. او در سن ۳۹ سالگی و در تاریخ ۱۲ سپتامبر ۲۰۲۳ از دنیای فوتبال خداحافظی کرد.

## زندگی‌نامه
کیلینی در شهر لیورنو بزرگ شد و یک برادر دوقلو دارد. او در ژوئیه ۲۰۱۰ مدرک لیسانس خود را در رشتهٔ اقتصاد و بازرگانی از دانشگاه تورین اخذ کرد، در آوریل ۲۰۱۷ موفق به کسب مدرک کارشناسی ارشد مدیریت کسب‌وکار از همان مؤسسه شد و با درجهٔ cum laude (افتخار) فارغ‌التحصیل شد. او زبان انگلیسی را خیلی روان صحبت می‌کند.
در ژوئیه ۲۰۱۴، کیلینی با دوست دختر دیرینه خود کارولینا بونیستالی در یک مراسم خصوصی کاتولیک در صومعهٔ مونتنرو در لیورنو ازدواج کرد. این زوج دو دختر دارند: نینا متولد ژوئیه ۲۰۱۵ و اولیویا متولد ژوئن 2019. در همین سال کیلینی کتابی با عنوان C'è un angelo bianconero. Il mio maestro si chiama Scirea نوشته و منتشر کرد.او در فصل ۲۰۱۷–۱۸ در یک مستند نتفلیکس به نام تیم نخست: یوونتوس ظاهر شد.
در سال ۲۰۲۰، کیلینی زندگی‌نامه خود را با نام Io, Giorgio منتشر کرد که سود حاصل از آن در طول دنیاگیری کووید-۱۹ در ایتالیا به خیریه اختصاص یافت. با این حال، کیه‌لینی به دلیل انتقاد شدید او از هم تیمی‌های سابقش در باشگاه و تیم ملی، فیلیپه ملو و ماریو بالوتلی در کتابش، جنجال برانگیخت.

## یوونتوس
کیه‌لینی در تابستان ۲۰۰۴ به جمع بیانکونری‌ها با قیمت ۶٫۵ میلیون یورو پیوست. اما بی درنگ به صورت قرضی به مدت یک فصل با قیمت۵٫۳ میلیون یورو به باشگاه فیورنتینا رفت. پس از یک درخشش عالی در سری آ کیه لینی دوباره به یوونتوس دعوت شد و باشگاه یوونتوس ۴٫۳ میلیون یورو برای مالکیت کامل پرداخت. جورجو با بازی‌های عالی و دلپسندی که برای یوونتوسی‌ها انجام داد رییسان باشگاه تصمیم گرفتند تا قراردادی جدید با کیه لینی ببندند و سرانجام در ۱۲ اکتبر ۲۰۰۶ جیورجیو تمدید قرارداد کرد و تا سال ۲۰۱۱ به بانوی پیر خدمت خواهد کرد.
بعد از کالچو پولی (تبانی باشگاه‌های ایتالیایی با کمیته داوران)، کیه لینی کماکان با یوونتوس بود و در سری بی به کارش ادامه داد. یوونتوسی‌ها در سری بی نماندند و در فصل بعد باقدرت به سری آ بازگشتند. رانیری پست جورجو را عوض کرد و او را در دفاع مرکزی گذاشت. کیه لینی یک فصل درخشانی را پشت سر گذاشت و بهترین دفاع مرکزی در سری آ قلمداد شد. جورجو با نیکولا لگروتالیه زوج قدرتمندی شدند و یوونتوس پس از اینتر عنوان بهترین خط دفاع را در فصل ۰۸/۲۰۰۷ به خود اختصاص داد.
در ۲۷ آوریل ۲۰۰۸، کیه لینی دو گل برای یوونتوس در برابر لاتزیو زد.

در ۲۶ ژوئن ۲۰۰۸، کیه لینی تمدید قرارداد با یوونتوس تا سال ۲۰۱۳ کرد.

در ۱۳ اوت ۲۰۰۸، کیه لینی اولین گل اروپایی در اولین دوره را به آرتمدیا پترزالکا زد.

در ۱۷ اوت ۲۰۰۸، کیه لینی از ناحیهٔ زانوی چپ در برابر میلان در جام لویجی برلوسکونی آسیب دید و او نمی‌توانست شش هفته تا شش ماه بازی کند. اما، او سریع بازگشت و سر پست خود رفت. پس از یک ماه در سپتامبر، کیه لینی به سرعت خود را بازسازی کرد و از سه نفر اولی بود که در یوونتوس برای جام باشگاه‌های اروپا دعوت شد. با این وجود، حامیان یوونتوس معتقد بودند که جورجو هنوز سلامت کامل به‌دست نیاورده است. او با بازسازی خویش و ادامه اوج گرفتن نامزد اسکار دل کالچو به عنوان بهترین مدافع شد.

در ۱۴ دسامبر ۲۰۰۸، او در برابر میلان در سری آ با سانتر دل‌پیرو از نقطه کرنر یک گل به ثمر رساند. او در فصل ۲۰۱۸_۲۰۱۹ پس از جدایی بوفون به عنوان کاپیتان اول تیم یوونتوس انتخاب شد. جورجو کیه لینی در فصل۲۰۲۰ از ناحیهٔ رباط مصدوم شد. او مجبور شد عمل جراحی انجام دهد.

## آمار باشگاهی
تا تاریخ ۲۲ اوت ۲۰۲۱
| عملکرد          | عملکرد          | عملکرد          | لیگ   | لیگ   | جام      | جام      | قاره‌ای | قاره‌ای | سایر | سایر | مجموع | مجموع |
| فصل             | باشگاه          | لیگ             | بازی  | گل    | بازی     | گل       | بازی   | گل     | بازی | گل   | بازی  | گل    |
| ایتالیا         | ایتالیا         | ایتالیا         | سری آ | سری آ | جام حذفی | جام حذفی | اروپا  | اروپا  | دیگر | دیگر | مجموع | مجموع |
| --------------- | --------------- | --------------- | ----- | ----- | -------- | -------- | ------ | ------ | ---- | ---- | ----- | ----- |
| ۲۰۰۰–۲۰۰۱       | لیورنو          | سری سی          | ۳     | ۰     | ۱        | ۰        | _      | _      | _    | _    | ۴     | ۰     |
| ۲۰۰۱–۲۰۰۲       | لیورنو          | سری سی          | ۵     | ۰     | ۸        | ۰        | _      | _      | ۲    | ۰    | ۱۵    | ۰     |
| ۲۰۰۲–۲۰۰۳       | لیورنو          | سری بی          | ۶     | ۰     | ۱        | ۰        | _      | _      | _    | _    | ۷     | ۰     |
| ۲۰۰۳–۲۰۰۴       | لیورنو          | سری بی          | ۴۱    | ۴     | ۱        | ۰        | _      | _      | _    | _    | ۴۲    | ۴     |
| مجموع لیورنو    | مجموع لیورنو    | مجموع لیورنو    | ۵۵    | ۴     | ۱۱       | ۰        | _      | _      | ۲    | ۰    | ۶۸    | ۴     |
| ۲۰۰۴–۲۰۰۵       | فیورنتینا       | سری آ           | ۳۷    | ۳     | ۵        | ۰        | _      | _      | _    | _    | ۴۲    | ۳     |
| مجموع فیورنتینا | مجموع فیورنتینا | مجموع فیورنتینا | ۳۷    | ۳     | ۵        | ۰        | _      | _      | _    | _    | ۴۲    | ۳     |
| ۲۰۰۵–۲۰۰۶       | یوونتوس         | سری آ           | ۱۷    | ۰     | ۰        | ۰        | ۶      | ۰      | ۰    | ۰    | ۲۳    | ۰     |
| ۲۰۰۶–۲۰۰۷       | یوونتوس         | سری بی          | ۳۲    | ۳     | ۳        | ۱        | ۰      | ۰      | ۰    | ۰    | ۳۵    | ۴     |
| ۲۰۰۷–۲۰۰۸       | یوونتوس         | سری آ           | ۳۰    | ۳     | ۲        | ۰        | ۰      | ۰      | ۰    | ۰    | ۳۲    | ۳     |
| ۲۰۰۸–۲۰۰۹       | یوونتوس         | سری آ           | ۲۷    | ۴     | ۱        | ۰        | ۸      | ۱      | ۰    | ۰    | ۳۶    | ۵     |
| ۲۰۰۹–۲۰۱۰       | یوونتوس         | سری آ           | ۳۲    | ۴     | ۲        | ۰        | ۶      | ۱      | ۰    | ۰    | ۴۰    | ۵     |
| ۲۰۱۰–۲۰۱۱       | یوونتوس         | سری آ           | ۳۲    | ۲     | ۲        | ۰        | ۹      | ۲      | ۰    | ۰    | ۴۳    | ۴     |
| ۲۰۱۱–۲۰۱۲       | یوونتوس         | سری آ           | ۳۴    | ۲     | ۳        | ۰        | ۰      | ۰      | ۰    | ۰    | ۳۷    | ۲     |
| ۲۰۱۲–۲۰۱۳       | یوونتوس         | سری آ           | ۲۴    | ۱     | ۰        | ۰        | ۸      | ۰      | ۰    | ۰    | ۳۲    | ۱     |
| ۲۰۱۳–۲۰۱۴       | یوونتوس         | سری آ           | ۳۱    | ۳     | ۱        | ۰        | ۱۱     | ۰      | ۱    | ۱    | ۴۴    | ۴     |
| ۲۰۱۴–۲۰۱۵       | یوونتوس         | سری آ           | ۲۸    | ۰     | ۴        | ۱        | ۱۲     | ۰      | ۱    | ۰    | ۴۵    | ۱     |
| ۲۰۱۵–۲۰۱۶       | یوونتوس         | سری آ           | ۲۴    | ۱     | ۴        | ۰        | ۶      | ۰      | ۰    | ۰    | ۳۴    | ۱     |
| ۲۰۱۶–۲۰۱۷       | یوونتوس         | سری آ           | ۲۱    | ۲     | ۲        | ۰        | ۹      | ۱      | ۱    | ۱    | ۳۳    | ۴     |
| ۲۰۱۷–۲۰۱۸       | یوونتوس         | سری آ           | ۲۶    | ۰     | ۴        | ۰        | ۷      | ۰      | ۱    | ۰    | ۳۸    | ۰     |
| ۲۰۱۸–۲۰۱۹       | یوونتوس         | سری آ           | ۲۵    | ۱     | ۲        | ۰        | ۶      | ۰      | ۱    | ۰    | ۳۴    | ۱     |
| ۲۰۱۹–۲۰۲۰       | یوونتوس         | سری آ           | ۴     | ۱     | ۰        | ۰        | ۰      | ۰      | ۰    | ۰    | ۴     | ۱     |
| ۲۰۲۰–۲۰۲۱       | یوونتوس         | سری آ           | ۱۷    | ۰     | ۴        | ۰        | ۳      | ۰      | ۱    | ۰    | ۲۵    | ۰     |
| ۲۰۲۱–۲۰۲۲       | یوونتوس         | سری آ           | ۱     | ۰     | ۰        | ۰        | ۰      | ۰      | ۰    | ۰    | ۱     | ۰     |
| مجموع یوونتوس   | مجموع یوونتوس   | مجموع یوونتوس   | ۴۰۵   | ۲۷    | ۳۴       | ۲        | ۹۱     | ۵      | ۶    | ۲    | ۵۳۶   | ۳۶    |
| مجموع آمار      | مجموع آمار      | مجموع آمار      | ۴۹۷   | ۳۴    | ۵۰       | ۲        | ۹۱     | ۵      | ۸    | ۲    | ۶۴۶   | ۴۳    |

## تیم ملی
کیه‌لینی کار خود را در تیم ملی در نوامبر ۲۰۰۴ در برابر فنلاند آغاز کرد، و در شروع در ترکیب اصلی جای گرفت. او سابقه یک قهرمانی زیر ۱۹ سال اروپا را در سال ۲۰۰۳ را در کارنامه دارد، او همچنین در بازیهای المپیک ۲۰۰۴ در مسابقات قهرمانی فوتبال یکی از اعضای تیم ایتالیا بود. جورجو در مسابقات قهرمانی زیر ۲۱ سال ۲۰۰۷ در هلند دعوت شد.
کیه لینی در ترکیب ایتالیا برای جام ملت‌های اروپا ۲۰۰۸ قرار گرفت. او در بازی مقابل هلند در نیمکت ذخیره نشسته بود، و ایتالیا بازی را ۰–۳ به هلند واگذار کرد. کیه لینی به همراه کریستین پانوچی در دفاع مرکزی بعد از بازی بد آندره‌آ بارزالی و مارکو ماترازی در مسابقهٔ افتتاحییه جورجو در تیم به عنوان بازیکن فیکس قرار گرفت و در مسابقات بعدی در برابر رومانی و فرانسه بازی خوبی به عمل آورد. گرچه بهترین نمایش جورجو در برابر اسپانیا بود که به بزرگانی همچون داوید ویا و فرناندو تورس اجازهٔ استفاده از توپ را نداد، ولی ایتالیا بعد از تساوی ۰–۰ در پنالتی، مهار ضربات دنیل ده روسی و آنتونیو دی ناتاله توسط ایکر کاسیاس موجب شد که ایتالیا از دور مسابقات کنار برود.
وی در دور سوم مرحله گروهی جام جهانی ۲۰۱۴(برزیل) در مقابل تیم ملی ارگوئه بازی می‌کرد که در این بازی توسط لوییز سوارز گاز گرفته شد.
این بازیکن در یورو ۲۰۲۰ که با یکسال تأخیر بخاطر شیوع کرونا در تابستان ۲۰۲۱ برگزار شد کاپیتان تیم ملی ایتالیا بود.
او و تیم ملی ایتالیا در سال ۲۰۰۶ برنده جام جهانی فوتبال شدند.